# Careca
Antônio de Oliveira Filho, meglio noto come Careca o Antonio Careca (Araraquara, 5 ottobre 1960), è un ex calciatore brasiliano, di ruolo attaccante.
È considerato tra i più forti attaccanti della sua generazione.

## Caratteristiche tecniche
Era un attaccante veloce, potente e dotato tecnicamente. Il suo piede naturale era il destro, ma sapeva calciare bene anche con il sinistro. Era anche abile nei colpi di testa; il suo senso della posizione lo aiutava nel trovarsi al posto giusto in area di rigore. Capace di precisi tiri in diagonale in corsa.

## Carriera

### Giocatore

#### Club

Careca (a destra), capitano del San Paolo nel 1987, insieme al futuro compagno di squadra Maradona.

Careca esordì con il Guarani nella stagione 1978, benché facesse parte della prima squadra già dal 1977. Al suo primo anno nella massima serie nazionale, segnò 13 reti in 28 partite, contribuendo alla vittoria del Guarani in campionato, prima volta nella storia della società: segnò peraltro un gol nella gara di ritorno della finale contro il Palmeiras. Nelle due stagioni successive giocò in massima serie (nel 1979 scese in campo in una sola occasione, alla prima giornata contro il XV de Piracicaba, il 2 dicembre), mentre nel 1981 disputò il torneo di seconda divisione e nel 1982 giocò le ultime partite con il Guarani, segnando 18 gol in 17 presenze (media realizzativa: 1,06): contando anche il Campionato Paulista e le altre competizioni, Careca raggiunse quota 109 reti con il Guarani, cifra che lo rende il secondo miglior marcatore della storia del club.
Nel 1983 passò al San Paolo e alla sua prima annata con il club realizzò 17 gol in 20 partite, grazie ai quali giunse al secondo posto in classifica marcatori (a pari merito con Zico e dietro a Serginho Chulapa, autore di 22 marcature). Nel 1984 non giocò alcun incontro di massima serie: tornò titolare nel 1985, anno in cui segnò 12 gol in 17 incontri. Il 1986 fu uno dei migliori anni della carriera di Careca: vinse il campionato statale e quello nazionale con il San Paolo e con 25 gol fu anche il miglior realizzatore della Copa Brasil 1986. Tra le 25 reti, vi fu anche quella segnata al 119º minuto della finale di ritorno con il Guarani, che permise al San Paolo di portare la partita ai tiri di rigore, vinti poi per 4-3. Al termine della sua esperienza al San Paolo aveva assommato 115 gol in 191 partite, contando tutte le competizioni.

Careca (in primo piano) al Napoli a fine anni 1980, esultante insieme a De Napoli.

Nell'estate 1987 passò dal San Paolo al Napoli per 4 miliardi di lire, ed esordì in campionato nella terza giornata il 27 settembre 1987 contro il Pisa all'Arena Garibaldi. Qui divenne il terminale dell'attacco, contribuendo a formare il trio chiamato "Ma.Gi.Ca." (Maradona, Giordano e Careca). A fine campionato sarà vice-capocannoniere della Serie A 1987-1988 con 13 reti alle spalle di Maradona. L'anno successivo, ancora vice-capocannoniere della Serie A 1988-1989 con 19 reti, realizza la sua prima tripletta in Serie A contro la Juventus a Torino nel 3-5 finale. Mentre il 15 marzo 1989 nel ritorno dei quarti di finale della Coppa UEFA contro la Juventus dapprima si procura un calcio di rigore trasformato da Maradona e poi al 119º minuto è suo il cross che consente a Renica di infilare per la terza volta nell'incontro Tacconi evitando i calci di rigore e consentendo al Napoli di approdare alla semifinale col Bayern Monaco dove si rende protagonista con un gol all'andata nel 2-0 finale e con una doppietta al ritorno nel 2-2 finale che consente ai Partenopei l'accesso alla finale con lo Stoccarda. In entrambe le finali è protagonista: all'andata segna il goal del 2-1 al 90º; al ritorno prima è in dubbio per un attacco febbrile e poi segna il terzo goal che sancì la vittoria del Primo Trofeo Internazionale del Napoli. Nella stessa stagione disputa anche la finale di Coppa Italia persa nel doppio confronto con la Sampdoria.
Nel 1989-90 nonostante gli infortuni, gioca 22 partite in campionato realizzando 10 reti che contribuiscono a riportare a Napoli il Secondo Tricolore della sua storia. La stagione seguente inizia nel migliore dei modi: il 1º settembre 1990 al San Paolo di Napoli si disputa la Finale di Supercoppa Italiana con la Juventus e Careca realizza una doppietta nel 5-1 finale che consente al Napoli di alzare la Prima Supercoppa Italiana della sua storia. A fine stagione le sue reti in Campionato saranno 9. Con l'addio di Maradona e l'arrivo sulla panchina azzurra di Claudio Ranieri Careca fa parte del tridente offensivo con Zola e Padovano. A fine stagione il Napoli centra il quarto posto e Careca chiude con 15 reti in campionato e 2 in Coppa Italia. La sua ultima stagione a Napoli (1992-93) è falcidiata di infortuni che non gli impediscono di realizzare comunque 10 reti tra Campionato e Coppe. La sua ultima rete l'ha realizzata il 9 maggio 1993 nel 2-2 contro il Genoa.
Dopo 6 stagioni e 95 gol (il gol numero 96 è stato assegnato dall'UEFA ad un'autorete di Bratseth nella gara di coppa con il Werder Brema) al fianco di Maradona, Giordano, Carnevale, Zola e Fonseca (che lo collocano all'9º posto tra i cannonieri di sempre del calcio Napoli), Careca lasciò gli azzurri al termine della stagione 1992-93 e provò con successo l'avventura nel campionato giapponese prima di tornare in Brasile dove chiuderà dopo qualche stagione con il calcio giocato.
Durante la sua residenza a Campinas ha allestito una squadra giovanile lavorando come talent scout.

#### Nazionale

Careca (a destra) in nazionale al, nel corso del derby sudamericano contro gli argentini.

Convocato già nel 1981, esordì con la nazionale brasiliana il 21 marzo 1982, a 21 anni, contro la Germania Ovest. Nel maggio dello stesso anno gioca tre amichevoli (contro Portogallo, Svizzera e Irlanda) di preparazione al campionato del mondo 1982, ma un infortunio gli impedisce di partecipare alla fase finale in Spagna. Nel 1982 contò quindi 4 presenze, senza gol. Tornò in nazionale il 28 aprile 1983 contro il Cile: quella gara vide anche la sua prima marcatura con la maglia della Seleção. Contro il Portogallo, l'8 giugno 1983, segnò la sua prima doppietta, nella vittoria per 4-0 della sua squadra. Concluse le amichevoli di giugno, Careca venne convocato a rappresentare il suo Paese nella Coppa America: nel torneo giocò 5 partite, senza segnare reti. Concluse il 1983 con 11 presenze e 5 gol.
Tornò a vestire la divisa verdeoro nel 1985, disputando il suo primo incontro quell'anno con il Perù; segnò due reti nel maggio 1985 contro Uruguay (2 maggio) e Argentina (5 maggio). Il 30 giugno fece un gol contro la Bolivia, chiudendo il 1985 in Nazionale con 7 partite giocate e 3 reti. Aprì il 1986 con una gara con la Germania Ovest, il 2 marzo: segnò poi contro il Perù (1º aprile) e ancora la Germania Ovest (8 aprile). In un'ulteriore amichevole con la Jugoslavia, giocata il 30 aprile, realizzò un gol. Convocato per il campionato del mondo 1986, esordì il 1º giugno contro la Spagna: cinque giorni dopo segnò contro l'Algeria, e il 12 giugno realizzò una doppietta all'Irlanda del Nord. Il Brasile passò il turno e si trovò ad affrontare la Polonia agli ottavi: la vittoria per 4-0 vide anche una marcatura di Careca. Con la Francia, ai quarti, segnò il gol del vantaggio per la sua squadra: Michel Platini pareggiò e il Brasile perse 4-3 ai tiri di rigore. L'attaccante brasiliano fu il secondo miglior marcatore del Mondiale dietro all'inglese Gary Lineker (6 reti). Il 1986 di Careca in Nazionale lo vide scendere in campo 11 volte e segnare 8 gol. Nel 1987 giocò 4 partite in Coppa America, realizzando 2 reti.
Nel 1989 giocò 6 partite, con 6 gol, 4 dei quali segnati al Venezuela il 20 agosto. Le 5 segnature realizzate durante le qualificazioni al campionato del mondo 1990 lo portarono a essere il miglior realizzatore delle eliminatorie, a pari merito con Rubén Sosa. Nel 1990 giocò tre amichevoli, con Inghilterra, Bulgaria e Germania Est; contro quest'ultima segnò una rete. Debuttò nel Mondiale contro la Svezia e realizzò entrambi i gol del Brasile, permettendo alla sua squadra di vincere per 2-1. Nelle altre 3 gare disputate al Mondiale non andò mai a segno, portando così il computo del 1990 a 7 presenze e 3 gol. Nel 1991 giocò un solo incontro, con il Galles, mentre nel 1992 scese in campo contro Francia e Germania. Nel 1993 disputò 7 gare, esordendo il 18 febbraio contro l'Argentina, e segnò due gol (contro Stati Uniti e Germania).
Careca giocò la sua ultima partita con la nazionale il 1º agosto 1993 contro il Venezuela, durante le qualificazioni al campionato del mondo 1994.

### Dopo il ritiro
È stato opinionista per Sky, Mediaset Premium, Rai oltre ad avere intrapreso la carriera di procuratore sportivo.

## Statistiche

### Presenze e reti nei club
| Stagione              | Squadra               | Campionato            | Campionato | Campionato | Coppe nazionali | Coppe nazionali | Coppe nazionali | Coppe continentali | Coppe continentali | Coppe continentali | Altre coppe | Altre coppe | Altre coppe | Totale | Totale |
| Stagione              | Squadra               | Comp                  | Pres       | Reti       | Comp            | Pres            | Reti            | Comp               | Pres               | Reti               | Comp        | Pres        | Reti        | Pres   | Reti   |
| --------------------- | --------------------- | --------------------- | ---------- | ---------- | --------------- | --------------- | --------------- | ------------------ | ------------------ | ------------------ | ----------- | ----------- | ----------- | ------ | ------ |
| 1978                  | Guarani               | A+A1/SP               | 28+37      | 13+18      |                 |                 |                 |                    |                    |                    |             |             |             | 49     | 31     |
| 1979                  | Guarani               | A+A1/SP               | 1+33       | 0+10       |                 |                 |                 | CL                 | 7                  | 0                  |             |             |             | 41     | 10     |
| 1980                  | Guarani               | A+A1/SP               | 17+38      | 7+16       |                 |                 |                 |                    |                    |                    |             |             |             | 55     | 23     |
| 1981                  | Guarani               | B+A1/SP               | 14+34      | 8+13       |                 |                 |                 |                    |                    |                    |             |             |             | 48     | 21     |
| 1982                  | Guarani               | A+A1/SP               | 17+28      | 18+11      |                 |                 |                 |                    |                    |                    |             |             |             | 45     | 29     |
| Totale Guarani        | Totale Guarani        | Totale Guarani        | 77+170     | 46+68      |                 |                 |                 |                    | 7                  | 0                  |             |             |             | 254    | 114    |
| 1983                  | São Paulo             | A+A1/SP               | 20+30      | 17+10      |                 |                 |                 |                    |                    |                    |             |             |             | 50     | 27     |
| 1984                  | São Paulo             | A+A1/SP               | 0+35       | 0+12       |                 |                 |                 |                    |                    |                    |             |             |             | 35     | 12     |
| 1985                  | São Paulo             | A+A1/SP               | 17+31      | 12+23      |                 |                 |                 |                    |                    |                    |             |             |             | 48     | 35     |
| 1986                  | São Paulo             | A+A1/SP               | 30+13      | 26+7       |                 |                 |                 |                    |                    |                    |             |             |             | 43     | 33     |
| gen. -ago.1987        | São Paulo             | A+A1/SP               | 0+1        | 0+0        |                 |                 |                 | CL                 | 2                  | 1                  |             |             |             | 3      | 1      |
| Totale São Paulo      | Totale São Paulo      | Totale São Paulo      | 67+110     | 55+52      |                 |                 |                 |                    | 2                  | 1                  |             |             |             | 179    | 108    |
| 1987-1988             | Napoli                | A                     | 26         | 13         | CI              | 7               | 5               | CC                 | 1                  | 0                  | ‒           | ‒           | ‒           | 34     | 18     |
| 1988-1989             | Napoli                | A                     | 30         | 19         | CI              | 10              | 2               | CU                 | 12                 | 6                  | ‒           | ‒           | ‒           | 52     | 27     |
| 1989-1990             | Napoli                | A                     | 22         | 10         | CI              | 1               | 0               | CU                 | 6                  | 2                  | ‒           | ‒           | ‒           | 29     | 12     |
| 1990-1991             | Napoli                | A                     | 29         | 9          | CI              | 6               | 1               | CC                 | 2                  | 0                  | SI          | 1           | 2           | 38     | 12     |
| 1991-1992             | Napoli                | A                     | 33         | 15         | CI              | 4               | 2               | ‒                  | ‒                  | ‒                  | ‒           | ‒           | ‒           | 37     | 17     |
| 1992-1993             | Napoli                | A                     | 24         | 7          | CI              | 3               | 3               | CU                 | 4                  | 0                  | ‒           | ‒           | ‒           | 31     | 10     |
| Totale Napoli         | Totale Napoli         | Totale Napoli         | 164        | 73         |                 | 31              | 13              |                    | 25                 | 8                  |             | 1           | 2           | 221    | 96     |
| lug. -dic.1993        | Kashiwa Reysol        | JFL                   | ‒          | ‒          | CI+CjL          | 1+6             | 1+4             |                    | -                  | -                  | ‒           | ‒           | ‒           | 7      | 5      |
| 1994                  | Kashiwa Reysol        | JFL                   | 25         | 19         | CI+CjL          | 0+1             | 0+1             |                    | -                  | -                  | ‒           | ‒           | ‒           | 26     | 20     |
| 1995                  | Kashiwa Reysol        | JL                    | 30         | 10         | CI              | 0               | 0               |                    | ‒                  | ‒                  | ‒           | ‒           | ‒           | 30     | 10     |
| 1996                  | Kashiwa Reysol        | JL                    | 5          | 2          | CI+CjL          | 0+6             | 0+3             |                    | -                  | -                  | -           | -           | -           | 11     | 5      |
| Totale Kashiwa Reysol | Totale Kashiwa Reysol | Totale Kashiwa Reysol | 60         | 31         |                 | 1+13            | 1+8             |                    | -                  | -                  |             | -           | -           | 74     | 40     |
| 1997                  | Santos                | A1/SP                 | 9          | 2          |                 |                 |                 |                    |                    |                    |             |             |             | 9      | 2      |
| 1998                  | Campinas              | B2/SP                 | ?          | 0          |                 |                 |                 |                    |                    |                    |             |             |             | ?      | 0      |
| 1999                  | São José RS           | PD/RS                 | 3          | 0          |                 |                 |                 |                    |                    |                    |             |             |             | 3      | 0      |
| 2004                  | Campinas              | B2/SP                 | 9+         | 2          |                 |                 |                 |                    |                    |                    |             |             |             | 9+     | 2      |
| Totale Campinas       | Totale Campinas       | Totale Campinas       | 9+         | 2          |                 | -               | -               |                    | -                  | -                  |             | -           | -           | 9+     | 2      |
| Totale carriera       | Totale carriera       | Totale carriera       | 669+       | 329        |                 | 45              | 22              |                    | 34                 | 9                  |             | 1           | 2           | 749+   | 362    |

### Cronologia presenze e reti in nazionale
| Cronologia completa delle presenze e delle reti in nazionale ― Brasile | Cronologia completa delle presenze e delle reti in nazionale ― Brasile | Cronologia completa delle presenze e delle reti in nazionale ― Brasile | Cronologia completa delle presenze e delle reti in nazionale ― Brasile | Cronologia completa delle presenze e delle reti in nazionale ― Brasile | Cronologia completa delle presenze e delle reti in nazionale ― Brasile | Cronologia completa delle presenze e delle reti in nazionale ― Brasile | Cronologia completa delle presenze e delle reti in nazionale ― Brasile |
| Data                                                                   | Città                                                                  | In casa                                                                | Risultato                                                              | Ospiti                                                                 | Competizione                                                           | Reti                                                                   | Note                                                                   |
| ---------------------------------------------------------------------- | ---------------------------------------------------------------------- | ---------------------------------------------------------------------- | ---------------------------------------------------------------------- | ---------------------------------------------------------------------- | ---------------------------------------------------------------------- | ---------------------------------------------------------------------- | ---------------------------------------------------------------------- |
| 21-3-1982                                                              | Rio de Janeiro                                                         | Brasile                                                                | 1 – 0                                                                  | Germania Ovest                                                         | Amichevole                                                             | -                                                                      |                                                                        |
| 5-5-1982                                                               | São Luis                                                               | Brasile                                                                | 3 – 1                                                                  | Portogallo                                                             | Amichevole                                                             | -                                                                      | 68’                                                                    |
| 19-5-1982                                                              | Recife                                                                 | Brasile                                                                | 1 – 1                                                                  | Svizzera                                                               | Amichevole                                                             | -                                                                      | 46’                                                                    |
| 27-5-1982                                                              | Uberlândia                                                             | Brasile                                                                | 7 – 0                                                                  | Irlanda                                                                | Amichevole                                                             | -                                                                      | 46’                                                                    |
| 28-4-1983                                                              | Rio de Janeiro                                                         | Brasile                                                                | 3 – 2                                                                  | Cile                                                                   | Amichevole                                                             | 1                                                                      | Ammonizione                                                            |
| 8-6-1983                                                               | Coimbra                                                                | Portogallo                                                             | 0 – 4                                                                  | Brasile                                                                | Amichevole                                                             | 2                                                                      |                                                                        |
| 12-6-1983                                                              | Cardiff                                                                | Galles                                                                 | 1 – 1                                                                  | Brasile                                                                | Amichevole                                                             | -                                                                      |                                                                        |
| 17-6-1983                                                              | Basilea                                                                | Svizzera                                                               | 1 – 2                                                                  | Brasile                                                                | Amichevole                                                             | 1                                                                      |                                                                        |
| 22-6-1983                                                              | Göteborg                                                               | Svezia                                                                 | 3 – 3                                                                  | Brasile                                                                | Amichevole                                                             | 1                                                                      |                                                                        |
| 28-7-1983                                                              | Santiago del Cile                                                      | Cile                                                                   | 0 – 0                                                                  | Brasile                                                                | Amichevole                                                             | -                                                                      |                                                                        |
| 17-8-1983                                                              | Quito                                                                  | Ecuador                                                                | 0 – 1                                                                  | Brasile                                                                | Coppa America 1983 - 1º turno                                          | -                                                                      |                                                                        |
| 24-8-1983                                                              | Buenos Aires                                                           | Argentina                                                              | 1 – 0                                                                  | Brasile                                                                | Coppa America 1983 - 1º turno                                          | -                                                                      | Ammonizione                                                            |
| 13-10-1983                                                             | Asunción                                                               | Paraguay                                                               | 1 – 1                                                                  | Brasile                                                                | Coppa America 1983 - Semifinale                                        | -                                                                      |                                                                        |
| 20-10-1983                                                             | Uberlândia                                                             | Brasile                                                                | 0 – 0                                                                  | Paraguay                                                               | Coppa America 1983 - Semifinale                                        | -                                                                      | Ingresso                                                               |
| 4-11-1983                                                              | Salvador de Bahia                                                      | Brasile                                                                | 1 – 1                                                                  | Uruguay                                                                | Coppa America 1983 - Finale                                            | -                                                                      | Ingresso                                                               |
| 28-4-1985                                                              | Brasilia                                                               | Brasile                                                                | 0 – 1                                                                  | Perù                                                                   | Amichevole                                                             | -                                                                      |                                                                        |
| 2-5-1985                                                               | Recife                                                                 | Brasile                                                                | 2 – 0                                                                  | Uruguay                                                                | Amichevole                                                             | 1                                                                      |                                                                        |
| 5-5-1985                                                               | Salvador                                                               | Brasile                                                                | 2 – 1                                                                  | Argentina                                                              | Amichevole                                                             | 1                                                                      | Uscita                                                                 |
| 15-5-1985                                                              | Bogotà                                                                 | Colombia                                                               | 1 – 0                                                                  | Brasile                                                                | Amichevole                                                             | -                                                                      |                                                                        |
| 2-6-1985                                                               | Santa Cruz de la Sierra                                                | Bolivia                                                                | 0 – 2                                                                  | Brasile                                                                | Qual. Mondiali 1986                                                    | -                                                                      | Ingresso                                                               |
| 8-6-1985                                                               | Porto Alegre                                                           | Brasile                                                                | 3 – 1                                                                  | Cile                                                                   | Amichevole                                                             | -                                                                      |                                                                        |
| 30-6-1985                                                              | San Paolo                                                              | Brasile                                                                | 1 – 1                                                                  | Bolivia                                                                | Qual. Mondiali 1986                                                    | 1                                                                      |                                                                        |
| 12-3-1986                                                              | Francoforte sul Meno                                                   | Germania Ovest                                                         | 2 – 0                                                                  | Brasile                                                                | Amichevole                                                             | -                                                                      |                                                                        |
| 1-4-1986                                                               | São Luís                                                               | Brasile                                                                | 4 – 0                                                                  | Perù                                                                   | Amichevole                                                             | 1                                                                      | 60’                                                                    |
| 8-4-1986                                                               | Goiânia                                                                | Brasile                                                                | 3 – 0                                                                  | Germania Est                                                           | Amichevole                                                             | 1                                                                      |                                                                        |
| 17-4-1986                                                              | Brasilia                                                               | Brasile                                                                | 3 – 0                                                                  | Finlandia                                                              | Amichevole                                                             | -                                                                      |                                                                        |
| 30-4-1986                                                              | Recife                                                                 | Brasile                                                                | 4 – 2                                                                  | Jugoslavia                                                             | Amichevole                                                             | 1                                                                      | 72’                                                                    |
| 7-5-1986                                                               | Curitiba                                                               | Brasile                                                                | 1 – 1                                                                  | Cile                                                                   | Amichevole                                                             | -                                                                      |                                                                        |
| 1-6-1986                                                               | Guadalajara                                                            | Spagna                                                                 | 0 – 1                                                                  | Brasile                                                                | Mondiali 1986 - 1º turno                                               | -                                                                      |                                                                        |
| 6-6-1986                                                               | Guadalajara                                                            | Algeria                                                                | 0 – 1                                                                  | Brasile                                                                | Mondiali 1986 - 1º turno                                               | 1                                                                      |                                                                        |
| 12-6-1986                                                              | León                                                                   | Brasile                                                                | 3 – 0                                                                  | Irlanda del Nord                                                       | Mondiali 1986 - 1º turno                                               | 2                                                                      |                                                                        |
| 16-6-1986                                                              | Guadalajara                                                            | Brasile                                                                | 4 – 0                                                                  | Polonia                                                                | Mondiali 1986 - Ottavi di finale                                       | 1                                                                      | 36’                                                                    |
| 21-6-1986                                                              | Guadalajara                                                            | Brasile                                                                | 1 – 1 dts (3 – 4 dtr)                                                  | Francia                                                                | Mondiali 1986 - Quarti di finale                                       | 1                                                                      |                                                                        |
| 21-6-1987                                                              | Florianópolis                                                          | Brasile                                                                | 4 – 1                                                                  | Ecuador                                                                | Amichevole                                                             | 1                                                                      | cap.                                                                   |
| 24-6-1987                                                              | Porto Alegre                                                           | Brasile                                                                | 1 – 0                                                                  | Paraguay                                                               | Amichevole                                                             | -                                                                      | cap.                                                                   |
| 28-6-1987                                                              | Córdoba                                                                | Brasile                                                                | 5 – 0                                                                  | Venezuela                                                              | Coppa America 1987 - 1º turno                                          | 1                                                                      | cap.                                                                   |
| 3-7-1987                                                               | Córdoba                                                                | Brasile                                                                | 0 – 4                                                                  | Cile                                                                   | Coppa America 1987 - 1º turno                                          | -                                                                      | cap.                                                                   |
| 23-7-1989                                                              | Tokyo                                                                  | Giappone                                                               | 0 – 1                                                                  | Brasile                                                                | Amichevole                                                             | -                                                                      | cap.                                                                   |
| 30-7-1989                                                              | Caracas                                                                | Venezuela                                                              | 0 – 4                                                                  | Brasile                                                                | Qual. Mondiali 1990                                                    | -                                                                      | cap.                                                                   |
| 20-8-1989                                                              | San Paolo                                                              | Brasile                                                                | 6 – 0                                                                  | Venezuela                                                              | Qual. Mondiali 1990                                                    | 4                                                                      |                                                                        |
| 3-9-1989                                                               | Rio de Janeiro                                                         | Brasile                                                                | 2 – 0                                                                  | Cile                                                                   | Qual. Mondiali 1990                                                    | 1                                                                      |                                                                        |
| 14-10-1989                                                             | Bologna                                                                | Italia                                                                 | 0 – 1                                                                  | Brasile                                                                | Amichevole                                                             | -                                                                      | cap.                                                                   |
| 20-12-1989                                                             | Rotterdam                                                              | Paesi Bassi                                                            | 0 – 1                                                                  | Brasile                                                                | Amichevole                                                             | 1                                                                      | cap. 73’                                                               |
| 28-3-1990                                                              | Londra                                                                 | Inghilterra                                                            | 1 – 0                                                                  | Brasile                                                                | Amichevole                                                             | -                                                                      |                                                                        |
| 5-5-1990                                                               | Campinas                                                               | Brasile                                                                | 2 – 1                                                                  | Bulgaria                                                               | Amichevole                                                             | -                                                                      |                                                                        |
| 13-5-1990                                                              | Rio de Janeiro                                                         | Brasile                                                                | 3 – 3                                                                  | Germania Est                                                           | Amichevole                                                             | 1                                                                      | cap.                                                                   |
| 10-6-1990                                                              | Torino                                                                 | Brasile                                                                | 2 – 1                                                                  | Svezia                                                                 | Mondiali 1990 - 1º turno                                               | 2                                                                      |                                                                        |
| 16-6-1990                                                              | Torino                                                                 | Brasile                                                                | 1 – 0                                                                  | Costa Rica                                                             | Mondiali 1990 - 1º turno                                               | -                                                                      | 83’                                                                    |
| 20-6-1990                                                              | Torino                                                                 | Brasile                                                                | 1 – 0                                                                  | Scozia                                                                 | Mondiali 1990 - 1º turno                                               | -                                                                      |                                                                        |
| 24-6-1990                                                              | Torino                                                                 | Brasile                                                                | 0 – 1                                                                  | Argentina                                                              | Mondiali 1990 - Ottavi di finale                                       | -                                                                      |                                                                        |
| 11-9-1991                                                              | Cardiff                                                                | Galles                                                                 | 1 – 0                                                                  | Brasile                                                                | Amichevole                                                             | -                                                                      | cap.                                                                   |
| 26-8-1992                                                              | Parigi                                                                 | Francia                                                                | 0 – 2                                                                  | Brasile                                                                | Amichevole                                                             | -                                                                      |                                                                        |
| 16-12-1992                                                             | Porto Alegre                                                           | Brasile                                                                | 3 – 1                                                                  | Germania                                                               | Amichevole                                                             | -                                                                      | 68’                                                                    |
| 18-2-1993                                                              | Buenos Aires                                                           | Argentina                                                              | 1 – 1                                                                  | Brasile                                                                | Amichevole                                                             | -                                                                      | 20’                                                                    |
| 6-6-1993                                                               | New Haven                                                              | Stati Uniti                                                            | 0 – 2                                                                  | Brasile                                                                | U.S. Cup 1993                                                          | 1                                                                      | cap.                                                                   |
| 10-6-1993                                                              | Washington                                                             | Brasile                                                                | 3 – 3                                                                  | Germania                                                               | U.S. Cup 1993                                                          | 1                                                                      |                                                                        |
| 13-6-1993                                                              | Washington                                                             | Inghilterra                                                            | 1 – 1                                                                  | Brasile                                                                | U.S. Cup 1993                                                          | -                                                                      |                                                                        |
| 14-7-1993                                                              | Rio de Janeiro                                                         | Brasile                                                                | 2 – 0                                                                  | Paraguay                                                               | Amichevole                                                             | -                                                                      | 70’                                                                    |
| 18-7-1993                                                              | Quito                                                                  | Ecuador                                                                | 0 – 0                                                                  | Brasile                                                                | Qual. Mondiali 1994                                                    | -                                                                      | 70’                                                                    |
| 1-8-1993                                                               | San Cristóbal                                                          | Venezuela                                                              | 1 – 5                                                                  | Brasile                                                                | Qual. Mondiali 1994                                                    | -                                                                      | Uscita                                                                 |
| Totale                                                                 |                                                                        | Presenze                                                               | 60                                                                     |                                                                        | Reti (14º posto)                                                       | 29                                                                     |                                                                        |

## Palmarès

### Club

#### Competizioni statali
- Campionato paulista: 2

San Paolo: 1985, 1987

#### Competizioni nazionali
- Campionato brasiliano: 2

Guarani: 1978
San Paolo: 1986
- Campionato brasiliano di seconda divisione: 1

Guarani: 1981
- Campionato italiano: 1

Napoli: 1989-90
- Supercoppa italiana: 1

Napoli: 1990

#### Competizioni internazionali
- Coppa UEFA: 1

Napoli: 1988-89

### Individuale
- Bola de Prata: 2

1982, 1985
- Bola de Ouro: 1

1986
- Capocannoniere del campionato paulista: 1

1985 (23 gol)
- Capocannoniere del campionato brasiliano: 1

1986 (25 gol)
- Capocannoniere della Supercoppa italiana: 1

1990 (2 gol a pari merito con Silenzi)